# Bendingbostel
Bendingbostel [ˌbɛndɪŋˈboːɐ̯stɛl] ist ein Dorf mit 616 Einwohnern im Landkreis Verden in Niedersachsen. Es gehört zur Gemeinde Kirchlinteln und befindet sich im Zentrum der Lintelner Geest.

## Geografie
Geprägt ist das Dorf durch weite Wald- und Heidegebiete. Bendingbostel grenzt an Schafwinkel und Brunsbrock. Es besaß bis 1987 einen Bahnhof an der Bahnstrecke Uelzen–Langwedel.
Südlich des Kernortes befindet sich die Gärtnereisiedlung an der Landesstraße 171 von Kirchlinteln nach Visselhövede.

## Geschichte
Am 1. Juli 1972 wurde Bendingbostel in die Gemeinde Kirchlinteln eingegliedert.

## Infrastruktur
Nordöstlich der Ortschaft befand sich der Bahnhof Bendingbostel. Heute verkehren Busse nach Verden und Bürgerbusse zum Kernort Kirchlinteln. Von größter Bedeutung ist der Individualverkehr.

## Wirtschaft
Die Firma Schutz Fahrzeugbau wurde 1961 von Heinz Schutz als eine kleine Werkstatt gegründet und entwickelte sich seitdem stetig weiter. Mit ca. 95 Beschäftigten zählt Schutz Fahrzeugbau zum größten Arbeitgeber in Bendingbostel sowie der Umgebung.
Im Rahmen der Dorferneuerung wurde eine Scheune zu einem Dorfladen (Lintler Laden) umgebaut. 23 Personen aus Bendingbostel und Umgebung gründeten eine GbR und betrieben bis 2014 den Dorfladen. Im Jahre 2014 wurde der Betrieb des Dorfladens von einem neu gegründeten wirtschaftlichen Verein (w. V.) erfolgreich weitergeführt.

## Bildung & Kultur
Gegenüber von Schutz Fahrzeugbau befindet sich die Grundschule Lintler Geest – Schule mit den Klassenstufen 1 bis 4. Die Grundschule gilt seit 1997 als Umweltschule und fördert somit das Umwelt- und Gesundheitsbewusstsein der Schülerinnen und Schüler sowie des Personals. Dabei werden laufend neue Projekte umgesetzt. Die Grundschule Bendingbostel wurde als UBUNTU-Schule (Ubuntu: Zulu-Wort (Südafrika)) ausgezeichnet, was bedeutet, dass ein besonderer Wert auf Gemeinschaft, Respekt und Toleranz gelegt wird. Die Lintler Geest-Schule hat seit mehreren Jahren einen Bezug zu dem Land Südafrika, da jeweils der dritte Jahrgang durch selbst gewählte Aktionen das Schulgeld für die Schulpatenkinder aufbringt.
Die Ortschaft hat eine sehr aktive Freiwillige Feuerwehr, die im Jahre 1846 gegründet wurde. Damals beschlossen die Gemeinden Bendingbostel, Brunsbrock und Sehlingen die Gründung eines Spritzenverbandes. Im Jahr 1900 wurde der Spritzenverband aufgelöst. Für die Zeit bis zur Gründung liegen keine Unterlagen vor. Die Gründung der Ortsfeuerwehr erfolgte im Mai 1936. 1956 wurde das Feuerwehrhaus gebaut. 2003 wurde die Jugendfeuerwehr „Lintler Geest“ gegründet.

## Politik
Ortsvorsteher ist Cord Wahlers.